# Kleiner Schoberstein
De Kleiner Schoberstein is een berg in de deelstaat Opper-Oostenrijk, Oostenrijk, en is onderdeel van het Höllengebergte. De berg heeft een hoogte van 985 meter en ligt vlak naast de iets hogere Schoberstein, die ter onderscheiding ook Großer Schoberstein genoemd wordt.